# 沿岸警備隊士官学校 (アメリカ合衆国)

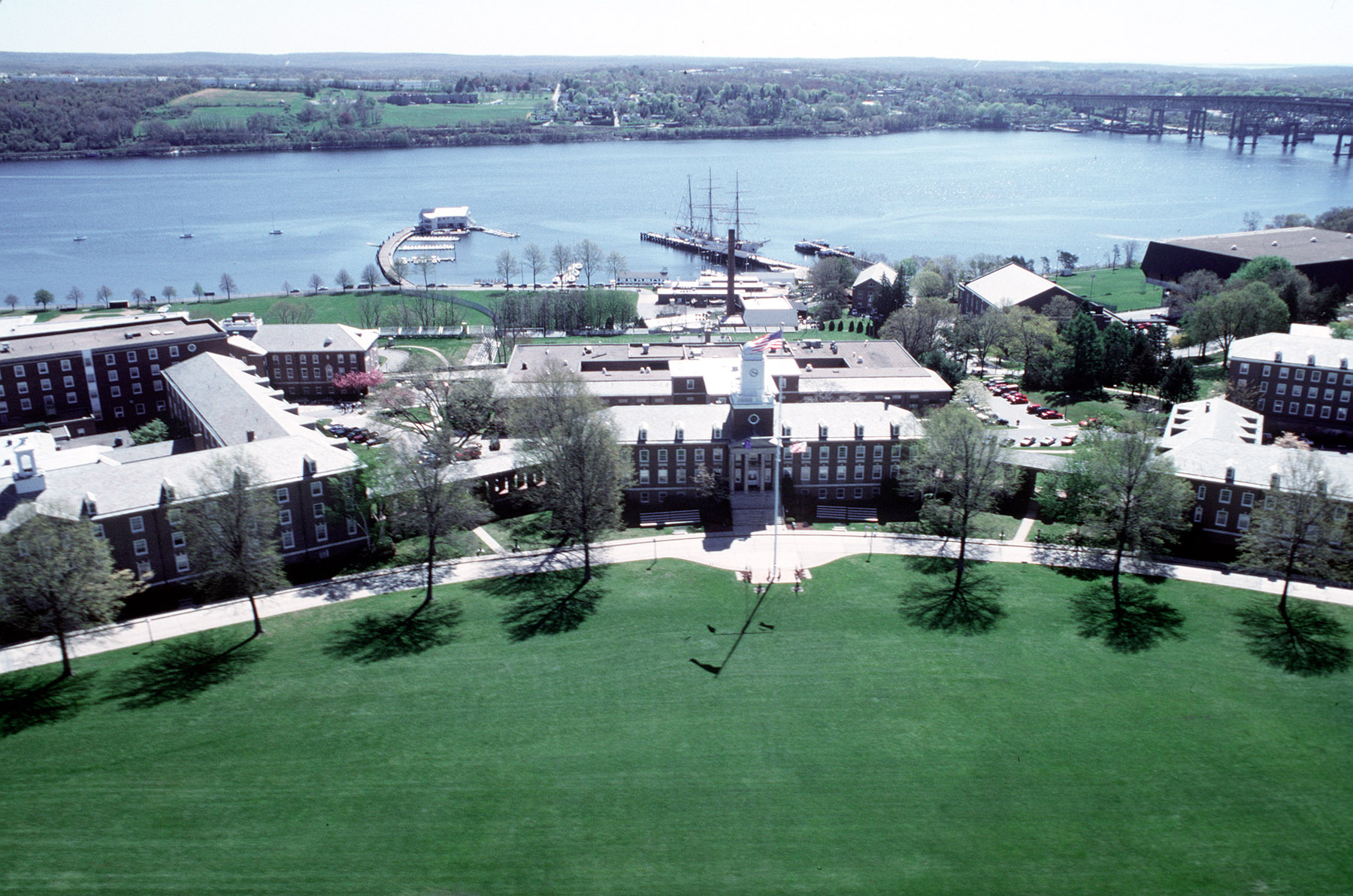
沿岸警備隊士官学校

アメリカ合衆国沿岸警備隊士官学校（えんがんけいびたいしかんがっこう、英: United States Coast Guard Academy、USCGA）は、アメリカ合衆国沿岸警備隊の士官学校。
所在地はコネチカット州ニュー・ロンドン。